# 흔히 쓰이는 정당 이름
다음은 세계적으로 흔히 쓰이는 정당 이름이다.
- 개혁당
- 공산당과 공산주의자 동맹
- 공화당
  - 민주공화당
- 국민당
  - 국민동맹
  - 국민통합당
  - 국민행동당
- 급진당
  - 좌익급진당
- 기독당
  - 기독교민주당과 기독교민주연합
  - 기독교인민당
- 노동당
  - 민주노동당
  - 사회노동당
- 노동자당
- 농민당
- 녹색당
- 독립당
- 동맹당
- 통합당
- 민주당과 민주동맹
  - 국민민주당
  - 더불어민주당
  - 민주노동당
  - 민주인민당
  - 시민민주당
  - 신민주당
  - 자유민주당
  - 진보민주당
  - 통합민주당
- 보수당
  - 보수인민당
- 사회당
  - 민주사회당
  - 사회민주당
- 시민당
  - 시민민주당
- 온건당
- 연합당
- 인민당과 인민동맹
  - 공화인민당
  - 인민행동당
  - 자유인민당
  - 인민진보당
- 자유당
  - 국가자유당
  - 사회자유당
  - 자유민주당
  - 민주자유당
- 좌파당
- 중앙당
- 진보당
- 청년당
- 통일당
  - 민주통일당
- 해적당
- 행동당
  - 인민행동당
  - 국민행동당
- 혁명당
  - 민주혁명당
  - 인민혁명당
  - 포도당